# يي فو توان
يي فو توان (الصين 5 ديسمبر 1930 - 10 أغسطس 2022) كان جغرافيًا وكاتبًا أمريكيًا من أصل صيني وهو أحد الشخصيات الرئيسية في الجغرافيا البشرية ويمكن القول إنه أهم منشئ للجغرافيا الإنسانية.

## حياته وتعليمه
ولد عام 1930 في تيانجين بالصين لعائلة من الطبقة العليا وتلقى تعليمه في الصين وأستراليا والفلبين والمملكة المتحدة، درس في جامعة كلية لندن لكنه تخرج من جامعة أكسفورد بدرجة البكالوريوس والماجستير عامي 1951 و1955 على التوالي ومنها ذهب إلى كاليفورنيا لمواصلة تعليمه الجغرافي وحصل على الدكتوراه في عام 1957 من جامعة كاليفورنيا، بيركلي.

## الحياة المهنية
من نيو مكسيكو حيث قام بالتدريس في جامعة نيو مكسيكو من عام 1959 إلى عام 1965، انتقل توان بعد ذلك إلى تورونتو بين عامي 1966 و1968 للتدريس في جامعة تورنتو، أصبح أستاذاً متفرغاً في جامعة مينيسوتا عام 1968 وفي نفس العام حصل على زمالة غوغنهايم. أثناء وجوده في مينيسوتا أصبح معروفًا بعمله في الجغرافيا الإنسانية لكن توغله في هذا النهج بدأ في وقت سابق بمقالة عن التوبوفيليا التي ظهرت في مجلة لاندسكيب ، في رسالة "زميلي العزيز" عام 2004 ووصف الفرق بين الجغرافيا البشرية والجغرافيا الإنسانية:
تدرس الجغرافيا البشرية العلاقات الإنسانية ويكمن تفاؤلها في إيمانها بإمكانية إزالة أو عكس العلاقات غير المتكافئة والاستغلال، ما لا تأخذه الجغرافيا البشرية في الاعتبار وما تفعله الجغرافيا الإنسانية هو الدور الذي تلعبه [العلاقات] في جميع الاتصالات والتبادلات البشرية تقريبًا، إذا فحصناها بضمير فلن يشعر أحد بالارتياح عندما يرمي الحجر الأول، أما بالنسبة للخداع فمن المهم الإشارة إلى أن الديانة الزرادشتية فقط من بين الديانات الكبرى لديها وصية "لا تكذب". ففي نهاية المطاف الخداع والكذب ضروريان لتيسير طرق الحياة الاجتماعية ومن هذا نستنتج أن الجغرافيا الإنسانية مهملة لأنها صعبة للغاية، مع ذلك ينبغي لها أن تجتذب أصحاب العقول الصلبة والمثاليين لأنها تعتمد على الاعتقاد بأننا نحن البشر قادرون على مواجهة أكثر الحقائق دون يأس.
بعد 14 عامًا في جامعة مينيسوتا انتقل إلى ماديسون ويسكونسن وواصل مسيرته المهنية في جامعة ويسكونسن-ماديسون بصفته جي.كيه. أستاذ رايت وفيلاس للجغرافيا (1985-1998)، تم انتخابه زميلًا للجمعية الأمريكية لتقدم العلوم في عام 1986 والأكاديمية البريطانية في عام 2001 والأكاديمية الأمريكية للفنون والعلوم في عام 2002، حصل توان على وسام كولوم الجغرافي من الجمعية الجغرافية الأمريكية في عام 1987 وجائزة فاوترين لود عام 2012.
كان توان أستاذًا فخريًا في جامعة ويسكونسن ماديسون، كان يلقي محاضرات من حين لآخر ويواصل كتابة رسالته "زميلي العزيز" وينشر كتبًا جديدة عن الجيوصوفيا. أحدث كتبه هي "الخير الإنساني" (2008) و"الدين: من المكان إلى اللامكان" (2010). أقام في ماديسون، ويسكونسن.

## الحياة الشخصية
ظل يي فو توان أعزبًا طوال حياته وكشف في سيرته الذاتية  عن ميوله الجنسية المثلية لأول مرة:
عندما كنت تلميذا في أستراليا، انجذبت إلى صبي آخر ولكن لم ارغب به كثيرًا لأن الأولاد الآخرين انجذبوا إليه أيضًا ولكن شعوري تجاه صبي آخر رياضي يتمتع بجمال أنيق كان أمرًا آخر. لم أتمكن من إقناع نفسي حتى في ذلك الوقت بأنه كان مجرد شوق لجمال الأنثى كنت حينها في الخامسة عشرة من عمري.
لم يركز توان على أصله العرقي أو توجهه الجنسي في بحثه وبدلاً من التركيز على محاور الاختلاف أو علاقات القوة الاجتماعية، حاول التقاط التجارب الإنسانية العالمية وهو يعمل على إظهار الفروق الدقيقة في الظواهر الشائعة مثل تجربة "الوطن" التي تتخطى الانقسامات الثقافية حتى عندما تكشف عن مظاهر متميزة في أماكن وأزمنة مختلفة.
توفي توان في 10 أغسطس 2022 عن عمر يناهز 91 عامًا.

## الأفكار والأساليب الرئيسية

### الإنسانية
يصف توان منهجه بأنه إنساني إلا أن إنسانيته لا تستلزم استبدال الروحانية بالعقلانية أو تعزيز البشر باعتبارهم موجهين ذاتيًا بالكامل. بدلاً من ذلك فهو يرى الجغرافيا الإنسانية كوسيلة للكشف عن “كيف تكشف الأنشطة والظواهر الجغرافية عن جودة الوعي البشري ولإظهار التجربة الإنسانية في غموضها وازدواجيتها وتعقيدها”، للقيام بذلك يتطلب التعاطف ولهذا فهو يطلب المساعدة من الأدب والفنون والتاريخ والسيرة الذاتية والعلوم الاجتماعية والفلسفة واللاهوت، يعتبر منهج توان نوعيًا ولكنه سردي ووصفي أكثر من كونه فلسفيًا، في ضوء قلقه من أن النظرية الفلسفية يمكن أن تصبح "شديدة التنظيم بحيث تبدو وكأنها موجودة في حد ذاتها لتكون تقريبًا" صلبة "، بالتالي فهي قادرة على إلقاء ظلالها (بشكل متناقض) على الظواهر التي يهدف إلى إلقاء الضوء عليها" في حين أنه يفضل أن "تحوم النظريات بشكل داعم في الخلفية.

### التناقضات والمفارقات
يهتم توان أكثر بالتجارب الإنسانية المتناقضة التي يتردد صداها مع القوى المتعارضة للفضاء والمكان والحميم والبعيد، يتم اقتراح منهجه من خلال عناوين مثل العوالم المجزأة والذات والاستمرارية والانقطاع والأخلاق والخيال والكون والموقد والهيمنة والمودة وقبل كل شيء الفضاء والمكان. تدفع هذه الديالكتيك الوجودي الناس بين قطب الخبرة الذي يتميز بالتجذّر والأمن والتأصيل من جهة وقطب يتسم بالانتشار والإمكانية والاتساع من جهة أخرى، كما تتفاعل هذه الأضداد في القريب مسافة معينة وفي البعيد قرب معين لذلك فإن التناقض هو القاعدة عندما يتعلق الأمر بالتجربة الإنسانية في العيش في العالم بجاذبيته الوجودية بين الفضاء والمكان والتنقل والثبات والنظرة البعيدة والمشاركة المتجسدة.

### التفاؤل
توان متفائل في الأساس حتى كتاب توان الأكثر كآبة "مناظر من الخوف" يلخص إلى أن الأمور بالنسبة لتوان كانت أسوأ في الماضي وكانت هناك تغيرات تاريخية نحو الأفضل بشكل عام، من وجهة النظر الأكبر فإن القصة الإنسانية هي قصة وعي حسي وعقلي تقدمي وثقافي من خلال مسارات شاقة ومتاهة اجتازتها آلاف السنين، صقلت حواسنا وعقولنا بشكل كبير ومتنوع ويعتمد التقدم نفسه على طرق معينة للتعامل مع التوترات بين الفضاء والمكان والكون والموقد والسيطرة والمودة والأخلاق والخيال، إن وعد المستقبل يكمن في التعرف على قطبي القرب والبعد الوجوديين وكيفية انعكاسهما في بعضهما البعض.

### البناء
لقد سلط توان الضوء على أهمية اللغة في صنع المكان، في جميع أعماله تُفهم النصوص مثل القصائد والروايات والرسائل والأساطير على أنها عناصر أساسية في خلق الإحساس بالمكان وتشكل الاتصالات البشرية الأساس للعمليات الاجتماعية المتمثلة في تصور الأماكن وفهمها وتخطيطها وتصورها، إن التمثيلات توجه التفاعلات البشرية والمادية التي تخلق الأماكن وتحافظ عليها وتدمرها، يشكل تفكير توان العميق حول دور التمثيل في خلق المكان أساسًا مهمًا لجغرافية الإعلام والاتصال.